# Martin J. Klein
Martin Jesse Klein (25 juin 1924 - 28 mars 2009), généralement cité sous le nom de M. J. Klein, est un historien des sciences de la physique des XIXe et XXe siècles.

## Biographie
Klein est né dans le Bronx, à New York. Il est l'unique enfant unique de deux enseignants. Après avoir obtenu son diplôme du lycée James Monroe à l'âge de 14 ans, il fréquente l'Université Columbia, où il obtient un baccalauréat en mathématiques en 1942 et une maîtrise en physique en 1944. En 1948, il obtient un doctorat. en physique sous la direction de László Tisza au Massachusetts Institute of Technology.
De 1949 à 1966, Klein est enseignant au département de physique du Case Institute of Technology de Cleveland, commençant comme instructeur et devenant professeur titulaire en 1960. Tout au long des années 1950, il s’intéresse davantage à l’histoire de la physique. Pendant ce temps, Klein est aussi présent au département de physique théorique de l'Institut d'études avancées de Dublin. Au cours de l'année universitaire 1958-1959, il est boursier Guggenheim à l'Institut Lorentz de l'Université de Leyde. Il rejoint le département d'histoire des sciences et de la médecine de l'université Yale en 1967 et en 1971, il devient directeur du département. En 1977, en raison de problèmes financiers, l'Université Yale supprime le département et Klein devient professeur au département de physique, où il reste jusqu'à sa retraite.
De 1963 à 1979, Klein écrit 20 articles consacrés exclusivement au travail d'Einstein. De 1988 à 1998, il est rédacteur en chef de The Collected Papers of Albert Einstein sous l'égide de Princeton University Press. Le projet Einstein Papers débute au milieu des années 1970 et publie deux volumes avant que Klein ne prenne le relais. Il dirige l'équipe qui produit les volumes 3 à 6, couvrant les articles d'Einstein de 1909 à 1917.
À l'Université Yale, il est professeur émérite Eugene Higgins d'histoire de la physique et professeur émérite de physique. Il est élu à l'Académie Internationale d'Histoire des Sciences (1971), à la National Academy of Sciences (1977) et à l'American Academy of Arts and Sciences (1979).
En 2005, Klein est le premier récipiendaire du prix Abraham Pais pour l'histoire de la physique, une récompense conjointe de l'American Physical Society et de l'American Institute of Physics. Russell McCormmach est l'un de ses doctorants.
Il est mort à Chapel Hill, Caroline du Nord.

## Publications
- 1970 : Paul Ehrenfest : La création d'un physicien théoricien. Biographie de Paul Ehrenfest. Amsterdam : Elsevier. Édition 1985 :  (ISBN 0-444-86948-4)
- 1993 : Leçons inaugurales d'histoire des physiciens. Presse universitaire d'Amsterdam.  (ISBN 90-5356-057-2).